# Heinrich Berger
Heinrich Berger (ur.  1952) – austriacki brydżysta, World Life Master w kategorii Open (WBF), European Grand Master i European Champion w kategorii Open (EBL).

## Wyniki brydżowe

### Olimpiady
Na olimpiadach uzyskała następujące rezultaty:
| Olimpiady brydżowe. Zawody teamów | Olimpiady brydżowe. Zawody teamów | Olimpiady brydżowe. Zawody teamów | Olimpiady brydżowe. Zawody teamów | Olimpiady brydżowe. Zawody teamów | Olimpiady brydżowe. Zawody teamów |
| Rok                               | Miejsce                           | Zawody                            | Kategoria                         | Drużyna                           | Pozycja                           |
| --------------------------------- | --------------------------------- | --------------------------------- | --------------------------------- | --------------------------------- | --------------------------------- |
| 1988                              | Wenecja                           | 8. Olimpiada Teamów               | Open                              | Austria                           | 2                                 |
| 1984                              | Seattle                           | 7. Olimpiada Teamów               | Open                              | Austria                           | 4                                 |

### Zawody światowe
W światowych zawodach zdobyła następujące lokaty:
| Mistrzostwa Świata. Konkurencja teamów | Mistrzostwa Świata. Konkurencja teamów | Mistrzostwa Świata. Konkurencja teamów | Mistrzostwa Świata. Konkurencja teamów | Mistrzostwa Świata. Konkurencja teamów | Mistrzostwa Świata. Konkurencja teamów |
| Rok                                    | Miejsce                                | Zawody                                 | Kategoria                              | Drużyna                                | Pozycja                                |
| -------------------------------------- | -------------------------------------- | -------------------------------------- | -------------------------------------- | -------------------------------------- | -------------------------------------- |
| 2006                                   | Werona                                 | 12. Mistrzostwa Świata                 | Open                                   | Van Helsing                            | 97                                     |
| 1986                                   | Miami Beach                            | 7. Mistrzostwa Świata                  | Open                                   | Meinl                                  | 22                                     |
| 1985                                   | São Paulo                              | 27. Mistrzostwa Świata Teamów          | Open                                   | Austria                                | 2                                      |
| 1982                                   | Biarritz                               | 6. Mistrzostwa Świata                  | Open                                   | Meinl                                  | 41                                     |

| Mistrzostwa Świata. Konkurencja par | Mistrzostwa Świata. Konkurencja par | Mistrzostwa Świata. Konkurencja par | Mistrzostwa Świata. Konkurencja par | Mistrzostwa Świata. Konkurencja par | Mistrzostwa Świata. Konkurencja par |
| Rok                                 | Miejsce                             | Zawody                              | Kategoria                           | Partner                             | Pozycja                             |
| ----------------------------------- | ----------------------------------- | ----------------------------------- | ----------------------------------- | ----------------------------------- | ----------------------------------- |
| 2006                                | Werona                              | 12. Mistrzostwa Świata              | Open                                | Ulrich Spaur                        | 197                                 |
| 2006                                | Werona                              | 12. Mistrzostwa Świata              | Miksty                              | Renate Hansen                       | 272                                 |
| 1998                                | Lille                               | 10. Mistrzostwa Świata              | Open                                | D Guttmann                          | 48                                  |
| 1986                                | Miami Beach                         | 7. Mistrzostwa Świata               | Open                                | Wolfgang Meinl                      | 2                                   |
| 1982                                | Biarritz                            | 6. Mistrzostwa Świata               | Open                                | Wolfgang Meinl                      | 40                                  |

### Zawody europejskie
W europejskich zawodach zdobyła następujące lokaty:
| Zawody europejskie. Konkurencja teamów | Zawody europejskie. Konkurencja teamów | Zawody europejskie. Konkurencja teamów | Zawody europejskie. Konkurencja teamów | Zawody europejskie. Konkurencja teamów | Zawody europejskie. Konkurencja teamów |
| Rok                                    | Miejsce                                | Zawody                                 | Kategoria                              | Drużyna                                | Pozycja                                |
| -------------------------------------- | -------------------------------------- | -------------------------------------- | -------------------------------------- | -------------------------------------- | -------------------------------------- |
| 2014                                   | Abacja                                 | 52. Mistrzostwa Europy Teamów          | Seniorzy                               | Austria                                | 4                                      |
| 2013                                   | Ostenda                                | 6. Otwarte Mistrzostwa Europy          | Seniorzy                               | Hansen                                 | 2                                      |
| 1995                                   | Vilamoura                              | 42. Mistrzostwa Europy Teamów          | Open                                   | Austria                                | 9                                      |
| 1988                                   | Kopenhaga                              | 5. Puchar Europy Philip Morris         | Open                                   | Austria                                | 1                                      |
| 1985                                   | Salsomaggiore                          | 37. Mistrzostwa Europy Teamów          | Open                                   | Austria                                | 1                                      |

| Zawody europejskie. Konkurencja par | Zawody europejskie. Konkurencja par | Zawody europejskie. Konkurencja par | Zawody europejskie. Konkurencja par | Zawody europejskie. Konkurencja par | Zawody europejskie. Konkurencja par |
| Rok                                 | Miejsce                             | Zawody                              | Kategoria                           | Partner                             | Pozycja                             |
| ----------------------------------- | ----------------------------------- | ----------------------------------- | ----------------------------------- | ----------------------------------- | ----------------------------------- |
| 1993                                | Bielefeld                           | 7. Mistrzostwa Europy Par           | Open                                | Maria Kirner                        | 75                                  |
| 1991                                | Montecatini                         | 6. Mistrzostwa Europy Par           | Open                                | Franz Terraneo                      | 106                                 |
| 1989                                | Salsomaggiore                       | 5. Mistrzostwa Europy Par           | Open                                | Qumars Jadali                       | 10                                  |
| 1987                                | Paryż                               | 4. Mistrzostwa Europy Par           | Open                                | Wolfgang Meinl                      | 12                                  |

## Klasyfikacja
- Heinrich Berger – klasyfikacja WBF (ang.)
- Heinrich Berger – klasyfikacja EBL (ang.)